# Edeta
Edeta ou Tosal de San Miguel est un site archéologique situé proche de la ville de Llíria (comarque de Camp de Túria), dans la province de Valence en Catalogne,. Le site est déclaré Bien d'intérêt culturel depuis 1994 sous le nom de Poblado Ibérico Cerro San Miguel.
Cette ville ibérique, habitée depuis le IIe siècle av. J.-C., était la capitale de du peuple des Edetans. Elle se situait à environ 200 m d'altitude, une position stratégique occupée depuis l'âge du bronze. Quintus Sertorius la détruisit en 76 av. J.-C. et la population se réinstalla dans la vallée, formant une nouvelle ville entièrement romane qui connut sa splendeur aux Ier et IIe siècles et qui fut, selon Pline l'Ancien, un municipium de droit latin.
Le site archéologique actuel de la ville ibérique s'appelle Tosal de San Miguel (es), nom moderne de la colline sur laquelle il se trouve. De la ville romaine, outre diverses découvertes mineures, sont conservés deux mausolées (l'enclave elle-même n'a pas de nécropole) et le complexe du Sanctuaire et des Thermes de Mura, mesurant 3 600 m2 de superficie. Tous deux sont actuellement intégrés à la zone urbaine de la ville.

## Historique

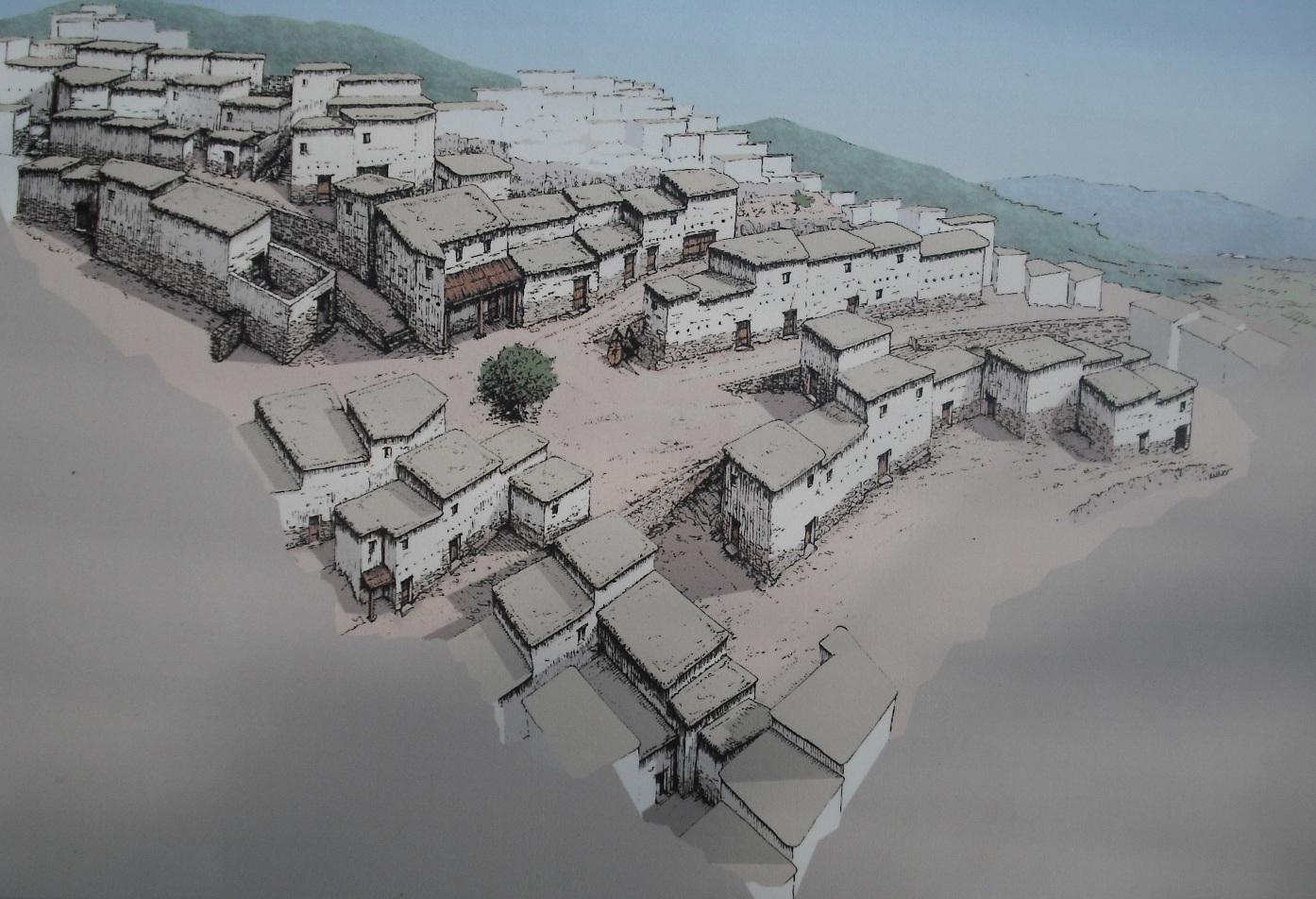
Reconstitution de la cité d'Edeta.

À l'époque ibérique, toute la colline et ses pentes étaient le siège d'une grande ville qui, selon Claude Ptolémée, était également connue sous le nom de Leiría. Les premières investigations archéologiques ont été réalisées par le Service de Recherches Préhistoriques de la Députation provinciale de Valence en 1933. Au cours de diverses campagnes, 131 habitations, divers escaliers, ruelles, etc. ont été découverts. ainsi qu'un extraordinaire ensemble de récipients en céramique décorés de scènes peintes sur la danse, la tauromachie, la naumachie et la pêche, entre autres. De nombreux signes en langue ibère, des pièces de monnaie, des objets décoratifs et des armes ont également été trouvés. Le peuplement de la colline fut interrompu en l'an 76 av. J.-C. après sa destruction par Quintus Sertorius, époque à laquelle une ville dans la plaine commença à être construite.
Le terme Lauro fait référence, presque sans aucun doute, à la ville romaine construite dans la plaine après les guerres sertoriennes et dont subsistent les deux exemples de sa splendeur : Mausoleos romanos de Liria (es) et Santuario y termas romanas de Mura (es) .

### Mausolées

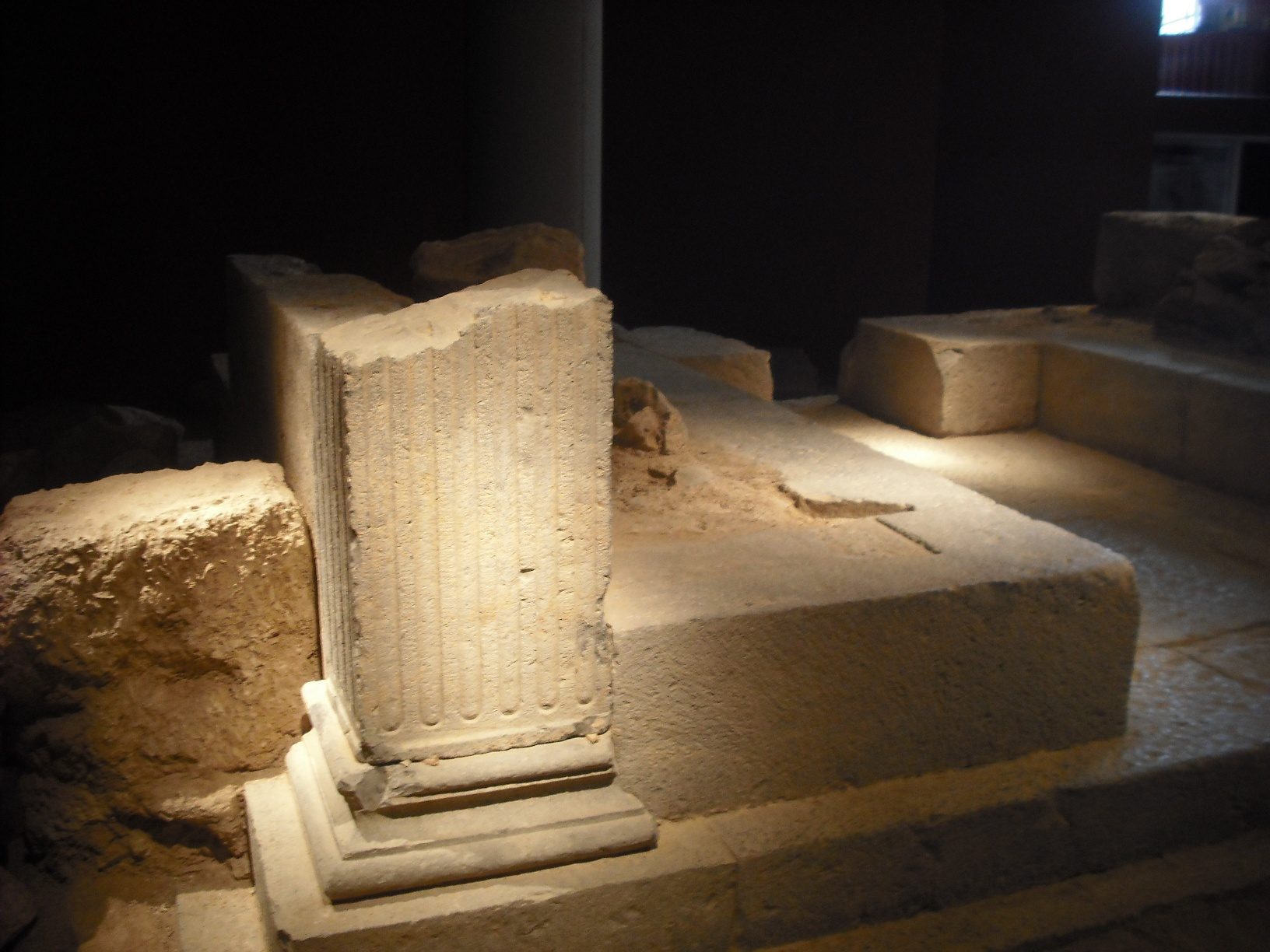
Vestiges des mausolées romains.

Les mausolées sont constitués de deux bâtiments situés à l'origine à l'entrée nord de la ville romaine. Le premier bâtiment, de plan rectangulaire et en forme d'arc, avait une façade ornée de pilastres cannelés et devant elle est conservée une inscription en tabula ansata. La seconde appartient aux tombes turriformes et à l'intérieur se trouve une dalle avec un trou central pour les libations, sous laquelle ont été retrouvés les restes calcinés du défunt. L'ensemble constitue l'un des meilleurs exemples d'architecture funéraire d'Hispanie et a été déclaré Bien d'intérêt culturel.

### Sanctuaire et thermes romains de Mura

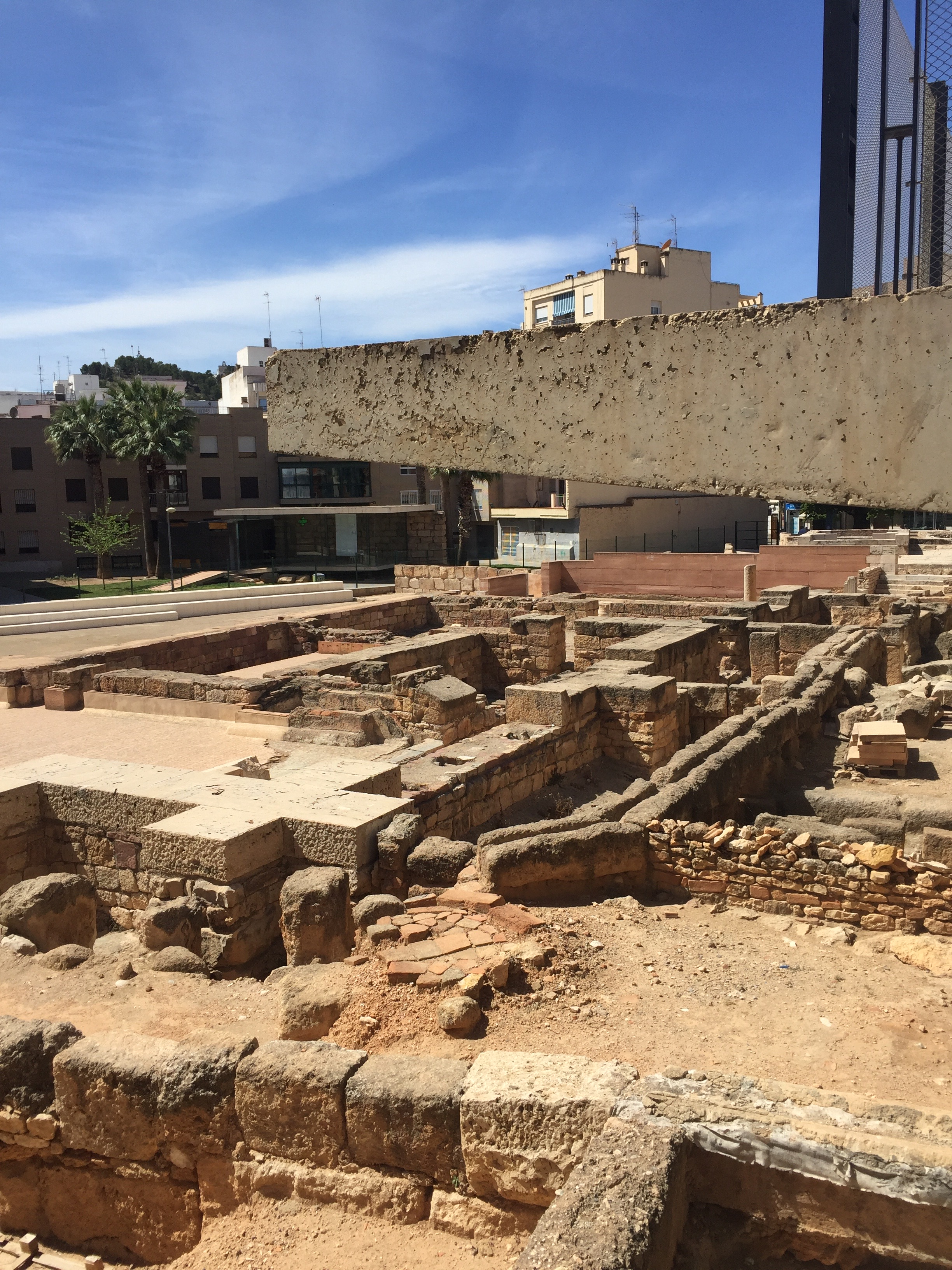
vestiges des thermes de Mura.

C'est un site de 3 600 m2 et ont été construits au Ier siècle av. J.-C., probablement promu par Marcus Cornelius Nigrinus, et constitue l'un des complexes religieux et curatifs les plus monumentaux d'Hispanie. Le temple, de style grec, est entouré d'une enceinte fermée de plan légèrement trapézoïdal et comprend un édicule. Le complexe thermal fait partie du style pompéien et se compose de deux grands bâtiments, le plus grand masculin et le plus petit féminin, séparés l'un de l'autre et articulés autour d'une palestre, même si l'accès se faisait par une basilica thermarum, puisque la palestre était réservée aux hommes. Les deux thermes sont composés d' un apodyterium (vestiaire), d'un frigidarium (chambre froide), d'un tepidarium (salle chaude) et d'un caldarium (salle chaude) et disposent de leur propre praefurnium (four). La partie masculine avait une piscine froide dans un coin de l'arène et la partie féminine avait une piscine intérieure. L'ensemble, qui conserve en très bon état une grande partie du pavement d'origine et des conduits d'air chaud, est l'un des principaux sites romains de la Communauté valencienne. À l'époque byzantine et wisigothique, la ville fut pratiquement dépeuplée tandis que le sanctuaire et les thermes furent transformés en monastère chrétien, définitivement abandonné vers la fin du  VIIe siècle.

## Découvertes
La grande majorité des matériaux trouvés sur les sites sont exposés au Musée de la préhistoire de Valence, bien qu'une petite partie soit exposée au Museo Arqueológico de Liria (es).

## Galerie

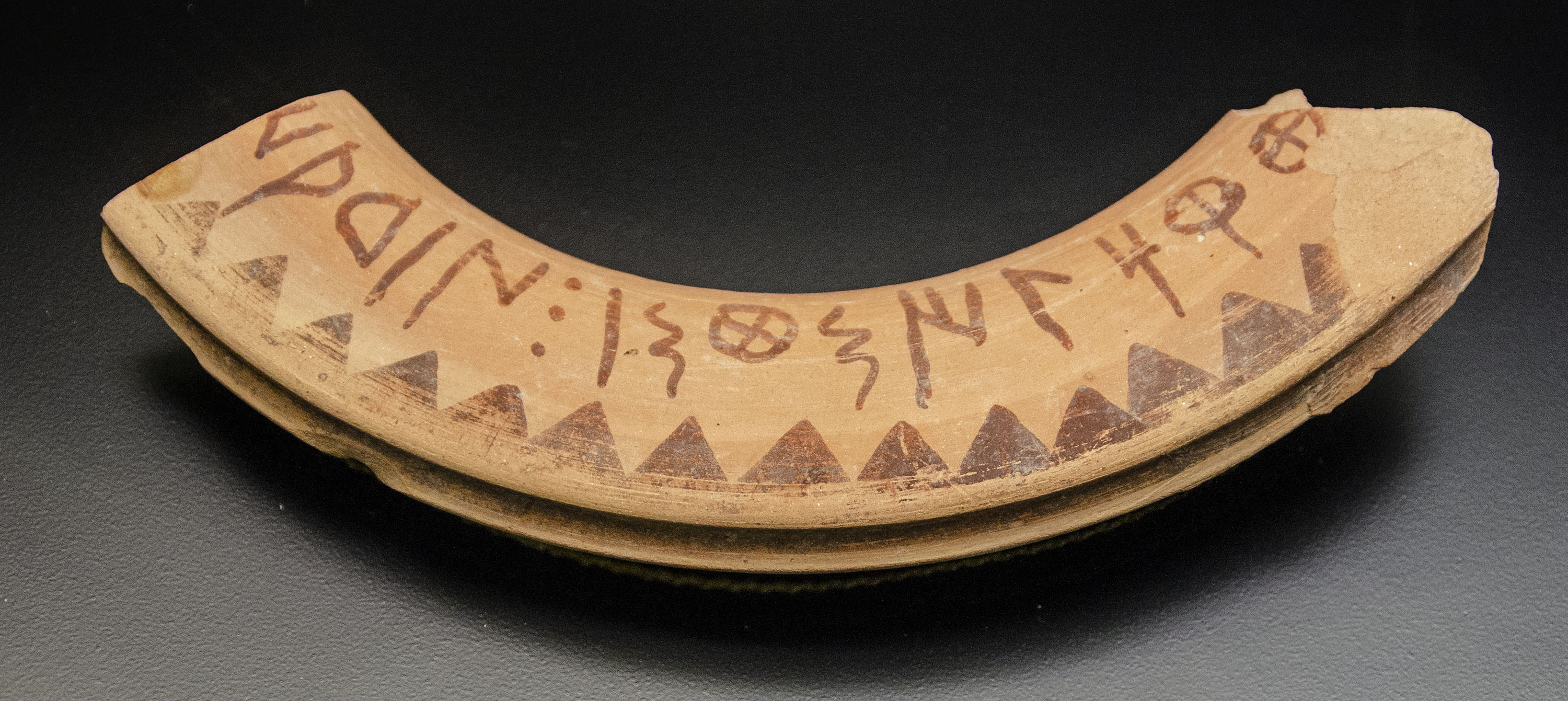
Fragment de céramique avec une inscription peinte.
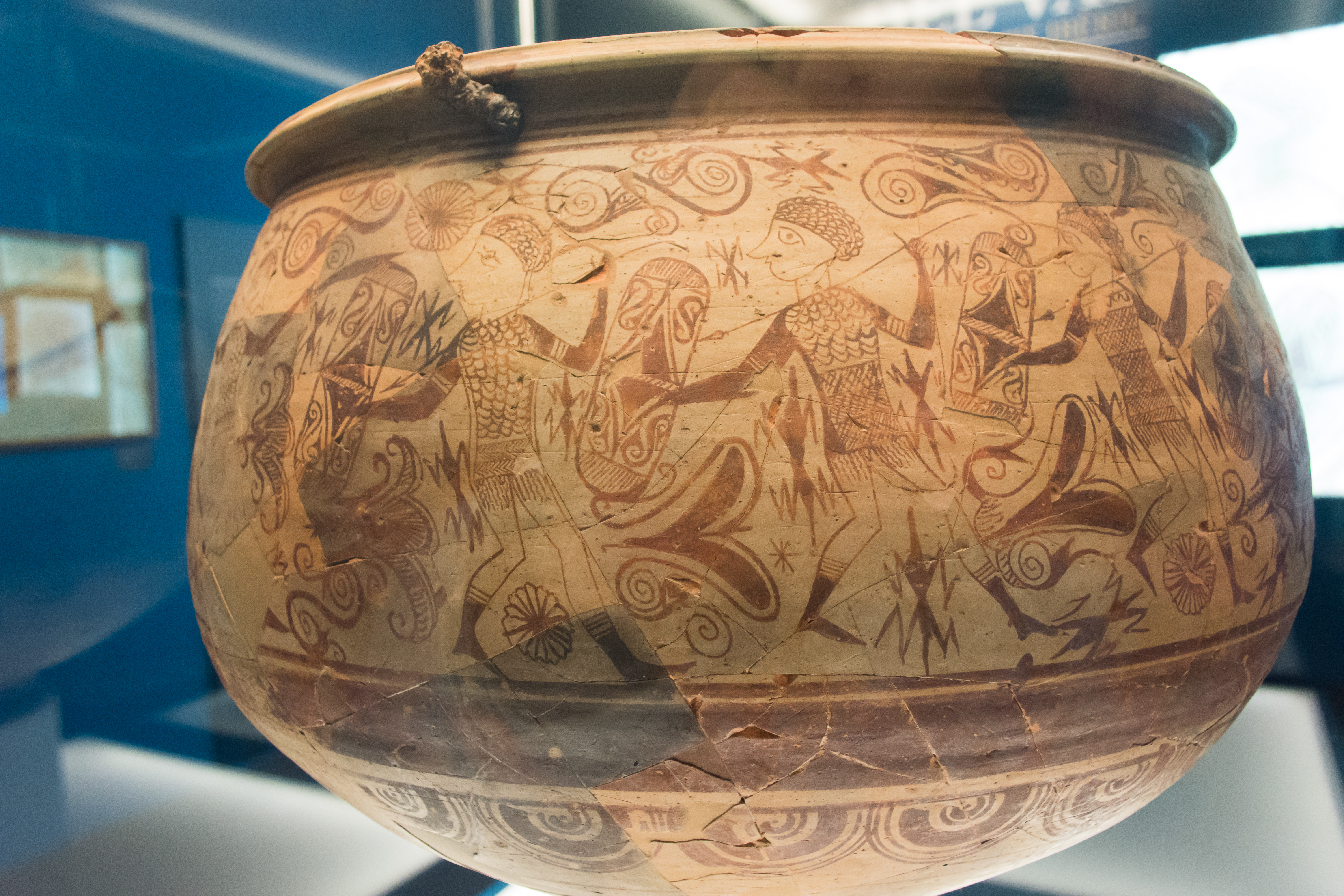
Le vase des guerriers.